# Solenodon marcanoi
Solenodon marcanoi е изчезнал вид бозайник от семейство Solenodontidae.

## Разпространение
Видът е бил разпространен в Доминиканската република, на остров Испаньола.